# Wismilak International 2006
Commonwealth Bank Tennis Classic 2006 — жіночий тенісний турнір, що проходив на відкритих кортах з твердим покриттям Hyatt Hotels Corporation на Балі (Індонезія). Це був 12-й за ліком Commonwealth Bank Tennis Classic. Належав до турнірів 3-ї категорії в рамках Туру WTA 2006. Тривав з 11 до 17 вересня 2007 року.

## Очки і призові

### Нарахування очок
| Дисципліна       | П   | Ф   | ПФ | ЧФ | 1/8 | 1/16 | Q   | Q2   | Q1  |
| Одиночний розряд | 145 | 103 | 66 | 37 | 19  | 1    | 4.5 | 2.75 | 1   |
| Парний розряд    | 145 | 103 | 66 | 37 | 1   | Н/Д  | Н/Д | Н/Д  | Н/Д |

### Призові гроші
| Дисципліна       | П       | Ф       | ПФ      | ЧФ     | 1/8    | 1/16   | Q2   | Q1   |
| Одиночний розряд | $35,000 | $19,000 | $10,300 | $5,615 | $3,050 | $1,665 | $900 | $490 |
| Парний розряд *  | $10,500 | $5,700  | $3,100  | $1,685 | $915   | Н/Д    | Н/Д  | Н/Д  |

* на пару

## Учасниці основної сітки в одиночному розряді

### Сіяні учасниці
| Країна               | Гравчиня            | Рейтинг1 | Сіяна |
| -------------------- | ------------------- | -------- | ----- |
| Росія                | Світлана Кузнецова  | 7        | 1     |
| Швейцарія            | Патті Шнідер        | 8        | 2     |
| США                  | Ліндсі Девенпорт    | 11       | 3     |
| Сербія та Чорногорія | Ана Іванович        | 17       | 4     |
| Словаччина           | Даніела Гантухова   | 18       | 5     |
| Франція              | Маріон Бартолі      | 25       | 6     |
| Італія               | Марія Елена Камерін | 45       | 7     |
| Франція              | Северін Бремон      | 66       | 8     |
| Японія               | Накамура Айко       | 76       | 9     |

1 Рейтинг подано станом на 28 серпня 2006.

### Інші учасниці
Нижче наведено учасниць, які отримали вайлдкард на участь в основній сітці:
- Kim So-jung
- Марія Венто-Кабчі
- Анжелік Віджайя

Нижче наведено гравчинь, які пробились в основну сітку через стадію кваліфікації:
- Аю Фані Дамаянті
- Санді Гумуля
- Андрея Клепач
- Труді Мусгрейв

Такі тенісистки потрапили в основну сітку як Щасливі лузери:
- Vivien Silfany
- Лавінія Тананта

### Відмовились від участі
- Марія Елена Камерін (травма лівої ноги)
- Селіма Сфар (травма лівої ноги)

## Учасниці основної сітки в парному розряді

### Сіяні пари
| Країна    | Гравчиня          | Країна    | Гравчиня          | Рейтинг1 | Сіяна |
| --------- | ----------------- | --------- | ----------------- | -------- | ----- |
| Венесуела | Марія Венто-Кабчі | Індонезія | Анжелік Віджайя   | 217      | 1     |
| ПАР       | Наталі Грандін    | Австралія | Труді Мусгрейв    | 234      | 2     |
| Угорщина  | Мелінда Цінк      | Індія     | Шіха Уберой       | 262      | 3     |
| Франція   | Северін Бремон    | Росія     | Галина Воскобоєва | 269      | 4     |

1 Рейтинг подано станом на 28 серпня 2006.

## Переможниці та фіналістки

### Одиночний розряд
- Світлана Кузнецова —  Маріон Бартолі, 7–5, 6–2[1]

Для Кузнецової це був 2-й титул в одиночному розряді за сезон і 7-й - за кар'єру.

### Парний розряд
- Ліндсі Девенпорт /  Коріна Мораріу —  Наталі Грандін /  Труді Мусгрейв, 6–3, 6–4

Для Девенпорт це був 36-й титул в парному розряді за кар'єру, для Мораріу - 13-й.